# Alphitonia incana
Alphitonia incana là một loài thực vật có hoa trong họ Táo. Loài này được (Roxb.) Teijsm. & Binn. ex Kurz mô tả khoa học đầu tiên năm 1873.